# 原千果子
原 千果子（はら ちかこ、1967年7月6日 - ）は、日本の女優、声優。東京都出身。

## 来歴
桐朋学園芸術短期大学演劇科卒業。1987年から1995年までは劇団青年座、スターダス・21、地球儀に所属していた。

## 人物
趣味は書道、散歩、トランペット。特技はクラシックバレエ、フラメンコ、タップダンス。

## 出演作品

### テレビドラマ
- 嵐の中の愛のように
- 嘘から始まる恋もある
- 課長・島耕作
- 火曜サスペンス劇場
  - 追いかける
  - 無人の映像
  - わが町 II
- 金田一耕助・女怪
- 金曜エンタテイメント 函館旅情サスペンス（ニュースキャスター）
- 外科医・有森冴子
- 恋は戦い!
- ゴースト・野口英世
- コスメの魔法（30代の山田加寿子）
- 示談交渉人 ゴタ消し（主婦）
- さくら心中（美容院の客、第54話）
- 水曜グランドロマン 美しい国ニッポン
- 男装の麗人〜川島芳子の生涯〜
- 寺内貫太郎一家2000
- 同・級・生
- もう誰も愛さない
- 流転の王妃・最後の皇弟（ニ格格）
- 鹿鳴館（王妃殿下）
- メディカルチーム レディ・ダ・ヴィンチの診断 第9話 - 藤原一美 役

### 映画
- FLIRT/フラート
- 新・湾岸ミッドナイト PART1
- 夢売るふたり輝子役

### 舞台
- 青空
- あるレイプ・藪の中
- 美しきものの伝説
- おばこ旅館ものがたり 旅情編
- からゆきさん
- カルメン
- サーカス物語
- 遠い戦争
- 夏の庭
- なよたけ
- 山彦ものがたり

### テレビアニメ
- 名探偵コナン（2001年、金沢美津子）

### 吹き替え

#### 映画（吹き替え）
- 青い自転車
- エリン・ブロコビッチ（アンナ）
- 黒い家 エンジビル（チャン・ミナ〈キム・ソヒョン〉）
- THE JUON/呪怨（スーザン・ウィリアムズ〈ケイディー・ストリックランド〉）
- 世紀の冤罪 ドミニシ事件
- 誰にでも秘密がある
- 地中海
- テイキング・ライブス（イリアナ・スコット〈アンジェリーナ・ジョリー〉）※DVD版
- トゥー・ブラザーズ
- Dr.Tと女たち

#### ドラマ
- ER緊急救命室
  - シーズン10 #12（ヘレン・コルバー〈レスリー・フェラ〉）
  - シーズン11 #13（エリカ〈キャスリン・デ・プラム〉）
  - シーズン12 #4（ショーナ〈クレア・ケアリー〉）
- WITHOUT A TRACE/FBI 失踪者を追え!（エレン・マーフィ、クリスティーン）
- 美しき日々（ユンジュ）
- グッド・ワイフ3（セレステ・セラーノ〈リサ・エデルシュタイン〉）
- コールドケース 迷宮事件簿
- 恋するマンハッタン（バレリー・タイラー〈ジェニー・ガース〉）
- デスパレートな妻たち
- ハイスクール・ウルフ
- 冬のソナタ
- Major Crimes 〜重大犯罪課 シーズン5（ティナ）
- レイブンのウチはチョー大変!（モーリーン）

### CM
- 黒豆の煮汁 実感して下さい篇（母親）

### PV
- 氣志団「The アイシテル」